# Johannes Driessler
Johannes Driessler (* 26. Januar 1921 in Friedrichsthal (Saar); † 3. Mai 1998 in Detmold) war ein deutscher Komponist und Hochschullehrer.

## Leben
Nach der Schule und dem Abitur wurde Driessler im April 1939 zum Reichsarbeitsdienst eingezogen. Im Oktober 1939 begann er an der Pädagogischen Akademie Dortmund ein Studium, das er im Januar 1940 an der Musikhochschule Köln fortsetzte. Kurze Zeit später, im November 1940, erhielt er die Einberufung zum Wehrdienst. Im Jahr 1944 heiratete er Gertrud Ledermann, mit der er zwei Söhne bekam und mehrere gemeinsame Werke ausarbeitete.
Nach dem Zweiten Weltkrieg, 1945, wurde Johannes Driessler Lehrer am Süddeutschen Landerziehungsheim in Schondorf am Ammersee. 1946 folgte eine Tätigkeit als Dozent an der Nordwestdeutschen Musikakademie, der heutigen Hochschule für Musik Detmold. Hier begann er 1950 mit dem Aufbau der Kirchenmusikabteilung der Akademie. Am 25. August 1950 wurde sein Oratorium Dein Reich komme (op. 11) uraufgeführt. 1953 unterbrach er seine Tätigkeit für die Akademie, um sich verstärkt der Komposition zu widmen. Im Jahr 1954 nahm er aber seine Tätigkeit an der Musikakademie wieder auf. 1956 erhielt er das Maletz-Stipendium des Kulturkreises im Bundesverband der Deutschen Industrie.  Am 31. März 1958 heiratete er Monika Quistorp; sie war Professorin für Gehörbildung an der Akademie. 1958 wurde er an der Musikakademie zum Professor und 1959 zum stellvertretenden Rektor ernannt. Seine letzte Komposition op. 64 erschien im Jahr 1971. 1972 trat er vom Posten des stellvertretenden Rektors zurück und verlegte seinen Lebensmittelpunkt nach Pontresina in der Schweiz.
Im Jahre 1983 wurde Johannes Driessler in den Ruhestand versetzt.

## Bedeutung
Die beiden Chorwerke Sinfonia Sacra op. 6 und Dein Reich komme op. 11 stellen in den frühen 1950er Jahren einen singulären Erfolg dar. Johannes Driessler wird über Nacht weit über die Grenzen Deutschlands bekannt. Zwar kann keines seiner späteren Werke an diesen frühen Erfolg wieder anknüpfen, aber Driessler hat mit ihnen einen bedeutenden Einfluss auf die nachfolgende moderne geistliche Musik.
Im Jahr 1959 erhielt er den Westfälischen Musikpreis, 1962 den Kunstpreis des Saarlandes.

## Werke
- Kleine Klavierfantasien über Kinderlieder op. 2 (Joh. Philipp Hinnenthal-Verlag, Bielefeld 1946)
- Sinfonia Sacra op. 6
- Dein Reich komme, Oratorium op. 11 (1950)
- Claudia amata, Lyrische Oper op. 17 (Uraufführung 1952 Münster)
- Prinzessin Hochmut, Märchenoper op. 21 (Uraufführung 1952 Kassel)
- Der Unfried, Jugendoper (Uraufführung 1957)
- Doktor Lucifer Trux Oper (Uraufführung 1958)
- Klavierkonzert op. 27 (1953, rev. 1956, Uraufführung in Detmold am 19. Dezember 1971 mit Klaus Schilde)
- Sonate für Violoncello und Klavier op. 41 Nr. 2
- Drei kleine Stücke für Violoncello und Klavier op. 8
- Duo für Violine und Violoncello
- Fantasie für Violoncello und Klavier op. 24 Nr. 2
- Sonate für Bratsche allein (1946)